# 東光会
一般社団法人東光会（とうこうかい）は主たる事務所を東京都文京区本駒込に置く一般社団法人、美術団体。東光展の開催などの事業を行っている。

## 沿革
- 1932年 - 熊岡美彦・斎藤与里・高間惣七・岡見富雄・堀田清治・橋本八百二により洋画の任意団体として設立される。
- 1933年2月 - 東京府美術館において第1回東光展を開催
- 1979年 - 法人化